# Švédsko na Zimních olympijských hrách 1932
Švédsko na Zimních olympijských hrách 1932 v Lake Placidu reprezentovalo 12 sportovců, z toho 11 mužů a 1 žena. Nejmladším účastníkem byl Vivi-Anne Hulten (20 let, 169 dní), nejstarším pak Gillis Grafström (38 let, 245 dní). Reprezentanti vybojovali 3 medaile, z toho 1 zlatou a 2 stříbrné.

## Medailisté
| Medaile | Jméno            | Sport         | Disciplína       |
| ------- | ---------------- | ------------- | ---------------- |
| Zlato   | Sven Utterström  | Běh na lyžích | muži 18 km       |
| Stříbro | Axel Wikström    | Běh na lyžích | muži 18 km       |
| Stříbro | Gillis Grafström | Krasobruslení | muži jednotlivci |